# Spondylodiszitis

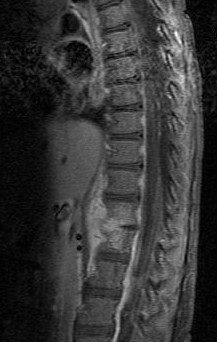
Diszitis mit paravertebralem Abszess bei einem zweijährigen Kind, sagittale MRT-Aufnahme

Die Spondylodiszitis oder Osteomyelitis der Wirbelkörper ist eine Entzündung der Bandscheibe und der beiden angrenzenden Wirbelkörper, die meistens durch bakterielle Infektionen, aber auch entzündliche rheumatische Erkrankungen verursacht wird.

## Symptomatik
Die Symptomatik ist zunächst unspezifisch, die Schmerzen entsprechen in Stärke und Ausbreitung denen, die durch degenerative Veränderungen der Wirbelsäule ebenso verursacht werden können. Schmerzen treten vor allem nachts oder bei Belastung auf und sind manchmal begleitet von Nachtschweiß, Fieber oder Gewichtsabnahme. Sehr charakteristisch ist ein starker Klopf- und Druckschmerz der betroffenen Wirbel.

## Erreger
Bei der Spondylodiszitis unterscheidet man ambulant erworbene Infektionen von nosokomialen, die etwa nach neurochirurgischen Eingriffen oder katheterassoziert durch Zentrale Venenkatheter oder Dialysekatheter auftreten können, mit jeweils unterschiedlichem Erregerspektrum.
Mit Abstand der häufigste Erreger einer Bandscheibeninfektion ist Staphylococcus aureus, seltener sind Staphylococcus epidermidis, Viridans-Streptokokken, Escherichia coli, Pseudomonas aeruginosa, Pneumokokken, Clostridium perfringens, Proteus mirabilis, Haemophilus aphrophilus, Mycobacterium tuberculosis, Mycobacterium leprae und Veillonella parvula.

## Diagnose
Die Labordaten können einen Hinweis auf einen entzündlichen Prozess liefern, können aber auch unauffällig bleiben. Im Röntgenbild erscheint das Bandscheibengewebe im späteren Stadium verdichtet, anfangs ist oft kein krankhafter Befund zu sehen. Aufschluss bringt oft das Kernspintomogramm, auch eine Computertomographie kann Hinweise liefern. Ein Erregernachweis gelingt unter Umständen durch Blutkulturen. Zusätzlich kann zur genaueren Bestimmung der Erreger eine Punktion durchgeführt werden.

## Therapie
Je nach der Schwere des Krankheitsbildes muss die unumgängliche, intensive antibiotische Behandlung unter Umständen durch operative Maßnahmen ergänzt werden. Eine Operation wird vor allem dann nötig, wenn eine kalkulierte Antibiose nicht zur Besserung führt oder neurologische Ausfallerscheinungen auftreten. Das Bandscheibengewebe wird operativ entfernt, die benachbarten Wirbelkörper miteinander verblockt, um jede Bewegung in dem betroffenen Segment zu unterbinden. Zur Sicherung des Erregers und Resistenzbestimmung kann manchmal eine CT-gesteuerte Biopsie angewandt werden.
Die Betroffenen müssen, auch bei konservativer Behandlung, eine Bettruhe für 2 bis 8 Wochen einhalten. Dies ist auch stark von der Schwere der Entzündung, aber auch von dem Alter des Betroffenen abhängig. Bei jüngeren Menschen geht die Therapie häufig schneller und sie erlangen fast ihre komplette Beweglichkeit zurück. Zusätzlich wird eine stabilisierende Rumpforthese gegeben. Die notwendige Behandlung und die Überwachung des Verlaufes dauern meistens lange, in der Regel deutlich über ein Jahr.
Durch die Entzündung kann sich die gesamte, aber auch nur ein Teil der Bandscheibe auflösen. Daraufhin wachsen dann die beiden Wirbelkörper zusammen und es passiert letztlich das Gleiche wie bei einem operativen Eingriff.